# Ester méthylique d'acide gras

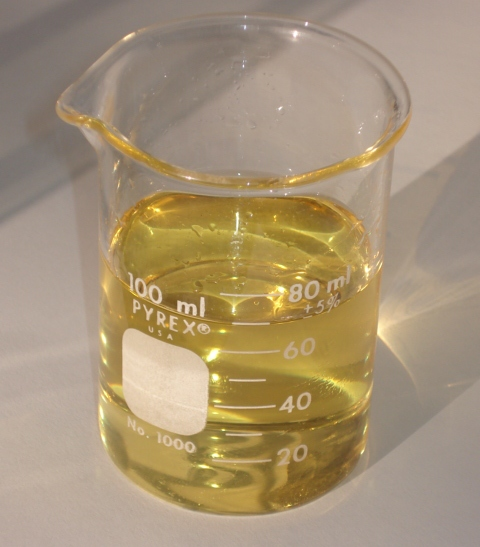
Biodiesel de soja (B100);

Les esters méthyliques d'acide gras ou EMAG sont des biocarburants qui sont directement incorporés dans les carburants. Les EMAG sont présents dans les produits commercialisés tels le gazole, le gazole non routier ou encore le B30.
Ils regroupent les produits suivants en fonction de la matière première utilisée :
- ester méthylique d'huile végétale (EMHV) ;
- ester méthylique d'huile animale (EMHA) ;
- ester méthylique d'huile usagée (EMHU).

Dans le cas du gazole non routier, les EMAG ont des propriétés détergentes, ce qui engendre des difficultés de stockage.